# Otocraniella flagelloantennata
Otocraniella flagelloantennata är en insektsart som beskrevs av Oliver Zompro 2004. Otocraniella flagelloantennata ingår i släktet Otocraniella och familjen Phasmatidae. Inga underarter finns listade i Catalogue of Life.